# حركة نشيد

## تعريف الحركة
نشأت حركة نشيد الثّقافية من رحم الوضعيّة التي شهدتها السَّاحة الثقافية التونسية وبالأساس داخلَ الكُلّيات منذ سنة 2009، أي زَمن الصمت والعجز، والتي كشفت عزوف الكثير من أصحاب الفن والثقافة عن الإبداع إما خوفا أو تعفّفا.
لكن لم يثنِ ذلك الكثيرين ممن لم يختاروا الصمت ولا السكون على الفعل الجاد ولو لم يكن كاف من الناحية الكمية.

## أهداف الحركة
ولأن البعض اختاروا الفعلَ لا الحياد، ابتدأوا يُحاولون منذ ذلك العهد أن يغيّروا، ليس وفق إيديولوجية أوفكر عقائدي وليس اعتباطا.. وإنما أصغوا إلى صوت الإنسان المحب للجمال والمعرفة والمُسالم رغم ما يحمله من ألم، والمحارب دائما لكن بقلمه وآرائه..
قامت حركة نشيد بالعديد من التظاهرات الثقافية داخل كليّة الآداب بسوسة بالإضافة إلى فتح حلقات نقاش بكليّات أخرى. هذا بالإضافة إلى تشجيع الإبداع الطّلابي من خلال نشرية طلاّبية من أهدافها جعلها شهرية ومفتوحة لجميع الطلبة.. كما قامت الحركة ببعض الحملات التحسيسية في علاقة بالعمل التطوعي : سيدي بوعلي – حي العوينة ... كما تركز الحركة بشكل خاص على تلامذة المدارس من خلال مشروع تعود فكرته للحركة منذ 2009 وهو مشروع «مكتبة في كل قسم».
وأخيرا، وليس آخرا، تطمح حركة نشيد إلى بناء مجتمع إنساني مسالم ومحبّ لا يحمل إلا سلاح المعرفة ولا تسوده الحروب أو الصراعات.

## التطوع من منظور الحركة
يمثل التطوع لدى حركة نشيد قيمة أساسية لا يمكن أن يتطور المجتمع إلا إذا اتخذ منها أساسا لتعاملاته. ومنه يبتدأ حبنا للآخر وتُرتسم معالم الإيثار والمحبة.
 
• حملة حي العويتة للتحسيس بالكتاب في الأوساط الشعبية المحرومة. 

حملة حي العوينة للتحسيس بالطالعة وأهميتها لدى الطفل - حي العوينة - سوسة 2011

• حملة دار المسنين بسوسة: أجدادنا والمطالعة. 

حملة دار المسنين - حركة نشيد - 8جوان2012

- سيف الدين عفانة
- أميرة وصيفي
- حاتم التليلي
- أسامة حمري

## وصلات خارجية
موقع جريدة صوت الشعب التونسية : http://www.albadil.org